# 小林芳文
小林 芳文（こばやし　よしふみ、1944年4月11日 - ）は、日本の特殊教育学者、横浜国立大学名誉教授。
長野県出身。1973年東京大学大学院教育学研究科博士課程修了、1974年「幼児の体力発達に関する研究 とくに幼児の平衡機能について」で教育学博士。東大助手、1976年国立特殊教育総合研究所に入り、1984年横浜国立大学教育学部助教授、教育人間科学部教授、2009年定年退任、名誉教授、和光大学現代人間学部教授、2015年退任。

## 著書
- 『子どもの遊び その指導理論』光生館 1977
- 『幼児の体力発達 平衡機能の実証的分析』多賀出版 1998
- 『LD児・ADHD児が蘇る身体運動』大修館書店 2001

### 共編著
- 『日本保健関係文献集 1974』宮部黎子、福島節子共編 ジャパン・メディカル・サービス 1975-77
- 『日本保健関係文献集 第3巻 (1975)』宮部黎子共編 ジャパン・メディカル・サービス 1978-79
- 『現代学校保健全集 第7巻 心身障害』江口篤寿共編著　ぎょうせい 1982
- 『動きを通して発達を育てるムーブメント教育の実践』「たけのこ教室」スタッフ共著 学習研究社 養護・訓練指導ハンドブック 1985
- 『乳幼児と障害児の発達指導ステップガイド ムーブメント教育・MEPA実践の手引』編著 日本文化科学社 1986
- 『あそびを育てる 2 運動あそびを育てる』森楙共編著 コレール社 保育技術シリーズ 1988
- 『幼児のためのムーブメント教育実践プログラム』全7巻 共編著 コレール社 1988-90
- 『学習困難児のムーブメント教育 新しい運動・動作の進め方』当島茂登共編著 日本文化科学社 1992
- 『講座・重度重複障害児(者)の感覚運動指導』1-2　上原則子共編著 コレール社 1992
- 『講座・重度重複障害児(者)の感覚運動指導 3(指導実践編)』藤村元邦,新井良保共編著 コレール社 1992
- 『乳幼児と障害児の感覚運動発達アセスメント MEPA-2 マニュアル』共著 コレール社 1992
- 『乳幼児と障害児の発達指導ステップガイド ムーブメント教育・MEPA実践の手引』編著 日本文化科学社 1992
- 『運動・動作の指導内容と方法』編著 学習研究社 養護・訓練指導ハンドブック 1993
- 『子どものためのムーブメント教育プログラム 新しい体育への挑戦』是枝喜代治共著 大修館書店 1993
- 『乳幼児健康保育学』編 福村出版 乳幼児学叢書 1993
- 『いきいきムーブメント教育 保育・福祉の実践現場から』山崎麗子,竹内麗子共編 福村出版 1995
- 『教科学習を中心とした新しい養護学校 3』共編著 ノグチ企画出版 1996
- 『養護学校における個別教育計画(IEP)を生かした教育 アセスメントを指導に生かす』當島茂登,仁科由美共編 ノグチ企画出版 1997
- 『養護学校におけるQOLを支える個別教育計画 (IEP) 21世紀へ向けた新しい教育実践』編 横浜国立大学教育人間科学部附属養護学校著 明治図書出版 1998
- 『自立活動の計画と展開 障害児教育の新領域 4　音楽・遊具を活用した自立活動』飯村敦子共編著 明治図書出版 2001
- 『自立活動の計画と展開 障害児教育の新領域 3　コミュニケーションを育てる自立活動』是枝喜代治共編著 明治図書出版 2001
- 『自立活動の計画と展開 障害児教育の新領域 2　身体の健康・動きを育てる自立活動』永松裕希共編著 明治図書出版 2001
- 『自立活動の計画と展開 障害児教育の新領域 1　認知発達を育てる自立活動』當島茂登共編著 明治図書出版 2001
- 『医療スタッフのためのムーブメントセラピー 発達障害・重症心身障害児(者)の医療・福祉・教育にいかすムーブメント法』仁志田博司監修 藤村元邦共編 メディカ出版 2003
- 『LD・ADHD・高機能自閉症児のコミュニケーション支援 楽しい遊びの動的環境による』是枝喜代治共編著 明治図書出版 2005
- 『障害乳幼児の早期治療に向けた家族支援計画 (IFSP) play-based assessmentの取り組みと展開』飯村敦子共著 青山社 2006
- 『ムーブメント教育・療法による発達支援ステップガイド MEPA-R実践プログラム』編著 日本文化科学社 2006
- 『遊びの場づくりに役立つムーブメント教育・療法 笑顔が笑顔をよぶ子ども・子育て支援』大橋さつき共著 明治図書出版 2010
- 『発達に遅れがある子どものためのムーブメントプログラム177』監修・著 横浜国立大学教育人間科学部附属特別支援学校編 学研教育出版 2010
- 『障がいの重い児（者）が求めるムーブメントプログラム MEPA-ⅡRの実施と活用の手引』藤村元邦、飯村敦子、新井良保、當島茂登、小林保子共監修 文教資料協会 2014
- 『発達障がい児の育成・支援とムーブメント教育』大橋さつき、飯村敦子共編著 大修館書店 2014

### 翻訳
- J.J.バート, L.B.ミークス『体系現代の性教育 その考え方と指導プログラム』宮原忍,日暮真共訳 大修館書店 保健体育指導選書 1980
- M.フロスティッグ『ムーブメント教育MGLプログラム』日本文化科学社 1984
- J.ウィニック『子どもの発達と運動教育 ムーブメント活動による発達促進と障害児の体育』永松裕希,七木田敦,宮原資英共訳 大修館書店 1992
- マリアンヌ・フロスティッグ『フロスティッグのムーブメント教育・療法 理論と実際』日本文化科学社 2007

## 論文
- Cinii